# Tawrijśk
Tawrijśk (ukr. Таврійськ) – miasto na południu Ukrainy pod okupacją rosyjską, w obwodzie chersońskim.

## Historia
Miasto założone 2 marca 1983 roku.
W 1989 liczyło 11 565 mieszkańców.
W 2013 liczyło 11 001 mieszkańców.